# Sei Nazioni 2015
Il Sei Nazioni 2015 (in inglese 2015 Six Nations Championship; in francese Tournoi des Six Nations 2015; in gallese Pencampwriaeth y Chwe Gwlad 2015) fu la 16ª edizione del torneo annuale di rugby a 15 tra le squadre nazionali di Francia, Galles, Inghilterra, Irlanda, Italia e Scozia, nonché la 121ª in assoluto considerando anche le edizioni dell'Home Nations Championship e del Cinque Nazioni.
Noto per motivi di sponsorizzazione come 2015 RBS Six Nations Championship a seguito di accordo di partnership commerciale con la Royal Bank of Scotland, si tenne dal 6 febbraio al 21 marzo 2015.
Il torneo fu vinto, per la seconda volta consecutiva, dall'Irlanda, che così ripeté l'exploit realizzato nel bienno 1982-1983, benché all'epoca  la seconda di esse ex aequo con la Francia; la serie più recente di vittorie a seguire non condivise risaliva altresì al biennio 1948-1949; per la prima volta nella storia del torneo a sei squadre, e per la quinta assoluta, si vide un arrivo a pari punti con tre squadre, anche se il record appartiene all'edizione 1973, quando ad arrivare a pari punti furono tutte e cinque le squadre che allora componevano la competizione, che vinsero il titolo in maniera condivisa, non esistendo all'epoca la differenza punti marcati quale discriminante in caso di parità.
Più in generale, si trattò della terza edizione consecutiva in cui a decidere il titolo fu la discriminante tra punti fatti e subiti, la sesta su sedici edizioni di Sei Nazioni, nonché la nona dall'edizione 1994, anno dell'abolizione delle vittorie condivise.
Il valore delle marcature, come stabilito dall’IRFB nel 1992, era: 5 punti per ciascuna meta (7 se trasformata), 3 punti per la realizzazione di ciascun calcio piazzato, idem per il drop.

## Avvenimenti
L'Inghilterra e il Galles giunsero seconda e terza con una differenza punti di rispettivamente +57 e +53.
Fu l'Inghilterra a marcare il maggior numero di punti dell'edizione 2015 del torneo e ad esprimere sia il miglior marcatore di punti (George Ford, 75) che quello di mete (Jonathan Joseph, 4).
A titolo statistico, prima dell'ultima giornata le tre citate squadre erano in testa con 6 punti ciascuna mentre la Francia ne aveva quattro: conseguentemente, se pure a seguito di una complessa serie di combinazioni favorevoli alla Francia che avrebbero dovuto realizzarsi simultaneamente, stante la sua differenza punti esigua rispetto alle altre squadre, la matematica assegnava possibilità di guadagnare il titolo a quattro delle sei Nazionali in gara.
Nell'ultima giornata, invece, il Galles, che partiva da una differenza punti di +12, vinse a Roma per 61-20 contro l'Italia portando la differenza punti a +53 e tagliando matematicamente fuori la Francia dalla corsa al titolo; a seguire l'Irlanda batté a Edimburgo la Scozia per 40-10 portandosi in testa con una differenza punti di +63.
A quel punto l'Inghilterra avrebbe dovuto battere la Francia con 27 punti di scarto per giungere a una differenza punti minima di 64; invece a Londra, al termine di un incontro caotico e spettacolare caratterizzato da 12 mete (7 inglesi e 5 francesi), i Bianchi vinsero con solo venti punti di scarto, seppur autori di un 55-35 che, benché non sufficiente per la vittoria finale, contribuì a far registrare un nuovo record al torneo, la cui ultima giornata fu quella più ricca di punti nella storia della competizione (221).
Il whitewash andò alla Scozia, che perse tutti e cinque gli incontri; l'Italia vinse a Edimburgo per 22-19, così aggiudicandosi la sua prima vittoria dopo l'ultima giornata del Sei Nazioni 2013 contro l'Irlanda e rivincendo fuori casa per la prima volta dopo il Sei Nazioni 2007, ancora a Edimburgo.
Quella in terra scozzese fu l'ultima vittoria azzurra per le sei edizioni a seguire: solo nell'ultima giornata del Sei Nazioni 2022, infatti, l'Italia tornò a vincere un incontro nel torneo, di nuovo fuori casa a Cardiff contro il Galles.

## Nazionali partecipanti e sedi
| Squadra     | Città       | Impianto interno   |
| ----------- | ----------- | ------------------ |
| Francia     | Saint-Denis | Stade de France    |
| Galles      | Cardiff     | Millennium Stadium |
| Inghilterra | Londra      | Twickenham         |
| Irlanda     | Dublino     | Aviva Stadium      |
| Italia      | Roma        | Stadio Olimpico    |
| Scozia      | Edimburgo   | Murrayfield        |

## Risultati

### 1ª giornata
| Arbitro: | Jérôme Garcès |

|                   |      |                       |
| Webb 7’           | mt   | 14’ Watson 43’ Joseph |
| Halfpenny 7’      | tr   | 43’ Ford              |
| Halfpenny 1’, 23’ | c.p. | 31’, 61’, 78’ Ford    |
| Biggar 40’        | drop |                       |

| Arbitro: | Pascal Gaüzère |

|             |      |                           |
|             | mt   | 64’ Murray 66’ O'Donnell  |
|             | tr   | 64’ Keatley 66’ Madigan   |
| Haimona 40’ | c.p. | 6’, 20’, 35’, 57’ Keatley |

| Arbitro: | Nigel Owens |

|                              |      |             |
|                              | mt   | 40’ Fife    |
| Lopez 3’, 17’, 37’, 50’, 79’ | c.p. | 14’ Laidlaw |

### 2ª giornata
| Arbitro: | John Lacey |

|                                                                       |      |                            |
| B. Vunipola 24’ Joseph 28’, 61’ B. Youngs 54’ Cipriani 64’ Easter 69’ | mt   | 4’ Parisse 50’, 79’ Morisi |
| Ford 28’, 54’, 61’ Cipriani 64’                                       | tr   | 79’ Allan                  |
| Ford 20’, 45’, 57’                                                    | c.p. |                            |

| Arbitro: | Wayne Barnes |

|                                            |      |                |
|                                            | mt   | 70’ Taofifénua |
| Sexton 13’, 18’, 32’, 38’, 67’ Madigan 50’ | c.p. | 16’, 35’ Lopez |

| Arbitro: | Glen Jackson |

|                       |      |                             |
| Hogg 10’ Welsh 79’    | mt   | 34’ Webb 64’ Davies         |
| Laidlaw 10’ Hogg 79’  | tr   | 34’, 64’ Halfpenny          |
| Laidlaw 18’, 45’, 55’ | c.p. | 7’, 20’, 32’, 49’ Halfpenny |

### 3ª giornata
| Arbitro: | George Clancy |

|                           |      |                                   |
| 7’ Bennett                | mt   | 9’ Furno 36’ Venditti 80’ tecnica |
| 8’ Laidlaw                | tr   | 37’ Haimona 80’ Allan             |
| 1’, 15’, 26’, 66’ Laidlaw | c.p. | 17’ Haimona                       |

| Arbitro: | Jaco Peyper |

|                |      |                                  |
| 68’ Dulin      | mt   | 61’ Biggar                       |
| 68’ Lopez      | tr   |                                  |
| 18’, 49’ Lopez | c.p. | 7’, 29’, 52’, 65’, 74’ Halfpenny |

| Arbitro: | Craig Joubert |

|                         |      |               |
| 53’ Henshaw             | mt   |               |
| 53’ Sexton              | tr   |               |
| 2’, 9’, 30’, 48’ Sexton | c.p. | 59’, 68’ Ford |
|                         | drop | 12’ Ford      |

### 4ª giornata
| Arbitro: | Wayne Barnes |

|                                 |      |                      |
| S. Williams 61’                 | mt   | 69’ tecnica          |
|                                 | tr   | 69’ Sexton           |
| Halfpenny 2’, 7’, 11’, 13’, 74’ | c.p. | 17’, 29’, 36’ Sexton |
| Biggar 34’                      | drop |                      |

| Arbitro: | Romain Poite |

|                               |      |                  |
| Joseph 5’ Ford 44’ Nowell 76’ | mt   | 22’ Bennett      |
| Ford 5’, 44’                  | tr   | 22’ Laidlaw      |
| Ford 25’, 51’                 | c.p. | 30’, 39’ Laidlaw |

| Arbitro: | JP Doyle |

|  |      |                                              |
|  | mt   | 46’ Maestri 80’ Bastareaud                   |
|  | tr   | 46’, 80’ Plisson                             |
|  | c.p. | 29’, 35’ Lopez 41’ Spedding 42’, 57’ Plisson |

### 5ª giornata
| Arbitro: | Chris Pollock |

|                        |      |                                                                                           |
| Venditti 26’ Sarto 80’ | mt   | 20’ Roberts 47’ L. Williams 49’, 55’, 60’ G. North 66’ Webb 69’ Warburton 73’ S. Williams |
| Orquera 26’, 80’       | tr   | 47’, 49’, 55’, 60’, 69’, 73’ Biggar                                                       |
| Haimona 2’ Orquera 11’ | c.p. | 8’, 13’ Halfpenny 40’ Biggar                                                              |

| Arbitro: | Jérôme Garcès |

|             |      |                                         |
| Russell 30’ | mt   | 5’ O’Connell 25’, 72’ O’Brien 50’ Payne |
| Laidlaw 30’ | tr   | 5’, 25’, 50’ Sexton 72’ Madigan         |
| Laidlaw 18’ | c.p. | 10’, 34’, 46’, 62’ Sexton               |

| Arbitro: | Nigel Owens |

|                                                                       |      |                                                                  |
| 1’, 36’ B. Youngs 30’ Watson 46’ Ford 53’, 74’ Nowell 63’ B. Vunipola | mt   | 13’ Tillous-Borde 17’ Nakaitaci 42’ Mermoz 59’ Debaty 65’ Kayser |
| 1’, 30’, 36’, 46’, 53’, 63’, 74’ Ford                                 | tr   | 17’, 42’ Plisson                                                 |
| 26’, 40’ Ford                                                         | c.p. | 10’ Plisson 51’ Kockott                                          |

## Classifica
| Pos | Squadra     | G | V | N | P | PF  | PS  | DP   | Pt |
| --- | ----------- | - | - | - | - | --- | --- | ---- | -- |
| 1   | Irlanda     | 5 | 4 | 0 | 1 | 119 | 56  | +63  | 8  |
| 2   | Inghilterra | 5 | 4 | 0 | 1 | 157 | 100 | +57  | 8  |
| 3   | Galles      | 5 | 4 | 0 | 1 | 146 | 93  | +53  | 8  |
| 4   | Francia     | 5 | 2 | 0 | 3 | 103 | 101 | +2   | 4  |
| 5   | Italia      | 5 | 1 | 0 | 4 | 62  | 182 | −120 | 2  |
| 6   | Scozia      | 5 | 0 | 0 | 5 | 73  | 128 | −55  | 0  |